# NGC 381
NGC 381 est un amas ouvert situé dans la constellation de Cassiopée.
Il a été découvert par l'astronome germano-britannique William Herschel le 3 novembre 1787.
NGC 381 est à environ 1 148 pc (∼3 740 al) du système solaire et les dernières estimations donnent un âge de 320 millions d'années. La taille apparente de l'amas est de 7,0 minutes d'arc, ce qui, compte tenu de la distance, donne une taille réelle maximale d'environ 7,6 années-lumière.
Selon la classification des amas ouverts de Robert Trumpler, NGC 381 renferme moins de 50 étoiles (lettre p) dont la concentration est moyennement faible (III) et dont les magnitudes se répartissent sur un intervalle moyen (le chiffre 2).